# الخربة (الطفة)

تعديل مصدري - تعديل

الخربة هي إحدى قرى عزلة ال هياش بمديرية الطفة التابعة لمحافظة البيضاء، بلغ تعداد سكانها 74 نسمة حسب تعداد اليمن لعام 2004.